# Japanska F3-mästerskapet 2009
Japanska F3-mästerskapet 2009 vanns av Marcus Ericsson.

## Deltävlingar
| Bana      | Vinnare         | Vinnare         |
| --------- | --------------- | --------------- |
| Fuji      | Takuto Iguchi   | Takuto Iguchi   |
| Aida      | Takuto Iguchi   | Hironubo Yasuda |
| Suzuka    | Marcus Ericsson | Yuji Kunimoto   |
| Fuji      | Yuji Kunimoto   | Marcus Ericsson |
| Suzuka    | Yuji Kunimoto   | Marcus Ericsson |
| Motegi    | Marcus Ericsson | Kei Cozzolino   |
| Autopolis | Takuto Iguchi   | Takuto Iguchi   |
| Sugo      | Yuji Kunimoto   | Marcus Ericsson |

## Slutställning
| Plats | Förare          | Poäng |
| ----- | --------------- | ----- |
| 1     | Marcus Ericsson | 112   |
| 2     | Takuto Iguchi   | 103   |
| 3     | Yuji Kunimoto   | 97    |
| 4     | Kei Cozzolino   | 66    |
| 5     | Hironubo Yasuda | 53    |
| 6     | Kouki Saga      | 30    |
| 7     | Yuki Iwasaki    | 18    |